# Sierra Sur (Badajoz)
Sierra Sur (Badajoz) es una comarca en la comunidad autónoma de Extremadura, en España.

## Contexto geográfico
Esta comarca, vecina de las tierras andaluzas de Huelva de Portugal la integran Grandes dehesas y magníficos bosques mediterráneos junto a un terreno agreste y serrano. Hábitat de un gran número de rapaces y otras especies que conviven en una vegetación de gran belleza.
Paisajes singulares en toda la zona, que cobran especial relevancia en la subida a las serranías. 
Es una zona propia del cerdo de "pata negra", lo que ha convertido a esta comarca en la más importante en producción de jamones y embutidos de cerdo ibérico de la Península (exceptuando la comarca de Guijuelo en Salamanca).

## Patrimonio
El patrimonio histórico-artístico abarca a la Prehistoria, la Edad Media, período de dominación árabe y de las Órdenes Militares, particularmente el barroco extremeño. También encontraremos restos de asentamientos fenicios y celtas y romanos en algunas de sus poblaciones. 

## Cultura
La proximidad a Andalucía y Portugal confiere a la zona un atractivo especial que se refleja en su gastronomía, folklore y costumbres.